# Inklusion – gemeinsam anders
Inklusion – gemeinsam anders ist ein deutscher Fernsehfilm von Marc-Andreas Bochert aus dem Jahr 2011. Er behandelt das Thema Inklusion.

## Handlung
Steffi ist fünfzehn, sitzt im Rollstuhl und soll nach dem Willen ihrer Eltern auf eine Inklusionsschule wechseln. Nach deren Meinung hätte sie dort bessere Chancen. Das Mädchen wehrt sich zwar dagegen, doch es nützt ihr nichts. Zusammen mit dem etwas geistig zurückgebliebenen Paul muss sie in diese Schule und in eine neue Klasse. Dort zeigt sich Steffi renitent und geht auf Konfrontationskurs. Paul ist da ganz anders und wesentlich sozialer eingestellt, was auch daran liegt, dass seine alleinerziehende Mutter einen sehr liebevollen Umgang mit ihrem Sohn pflegt. Er freut sich, dass seine neuen Mitschüler, insbesondere Marie, auf die beiden Neulinge zugeht und sich versucht um sie zu kümmern. Unterstützung finden sie auch bei Albert Schwarz, ihrem Klassenlehrer, dem die Situation der Inklusion in der Schule ebenfalls neu ist und der keinerlei Erfahrung in der Arbeit mit Behinderten besitzt. Dennoch geht er die Herausforderung positiv an, was seiner Frau weniger gefällt und sie befürchtet, zukünftig noch weniger Zeit für einander zu haben. Zudem ist sie in Sachen Behinderung voreingenommen und persönlich belastet, da sie ein Kind aus solchen Gründen abgetriebene hatte. Sie vermutet und befürchtet, dass ihr Mann mit seinem Eifer es heute als mögliche Fehlentscheidung darstellen könnte.
Klassenlehrer Schwarz stößt allmählich an seine Grenzen. Steffis Provokationen sind schwer zu ertragen, zudem hat er von der Schulleitung keine weitere Unterstützung. Ein angeforderter Helfer ist immer noch nicht eingetroffen. Lediglich Paul ist ein kleiner Lichtblick, da er in seiner kindlichen Naivität dem Klassenklima gut tut. Steffi schafft es allerdings auch ihn zu provozieren mit dem Resultat, dass er sie körperlich angreift. Schwarz muss eingreifen und beide besänftigen. Obwohl sich Paul anschließend bei Steffi entschuldigt, „spielt“ sie nun die Beleidigte und nutzt den Angriff für ihre Zwecke aus. Prompt erscheint Steffies Vater in der Schule und beschwert sich über Paul.
Steffi fordert indessen immer mehr persönliche Aufmerksamkeit von ihrem Klassenlehrer ein. Da er im Kontakt zu ihr erste Fortschritte sieht, lässt er sich darauf ein. Es gelingt ihm, sie zur Mitarbeit zu bewegen und auch ihre therapeutischen Übungen regelmäßig zu machen. Sie öffnet sich allmählich auch ihren Mitschülern. Schwarz wähnt sich am Ziel seiner Wünsche. Der Tag einer Schulversammlung mit einer kulturellen Aufführung seiner Klasse wird ein großer Erfolg. Steffi zeigt allen, dass sie auch allein und ohne Hilfe stehen kann. Lediglich Paul ist kurzzeitig überfordert und schlägt um sich und verletzt eine Mitschülerin und einen Lehrer. Letztendlich haben aber alle für Pauls Reaktion Verständnis und es beweist sich:

„Integration heißt, Behinderte in die bestehende Gesellschaft einzugliedern, Inklusion will die Veränderung der Gesellschaft und zwar so, dass man nicht mehr unterscheidet zwischen behindert sein und nicht behindert sein.“

## Hintergrund
Der Film Inklusion – gemeinsam anders hatte am 2. Dezember 2011 seine Premiere auf BR-alpha.
Die Rollen von Steffi und Paul wurden von normalen Schauspielern übernommen, die keine Behinderung hatten, sich aber in das Thema entsprechend eingearbeitet haben. Der Sender hatte ernsthaft überlegt  mit behinderten Darstellern zu arbeiten, was aber an Zeit- und Kostengründen scheiterte.

## Kritiken
Rainer Tittelbach von tittelbach.tv meinte: „Der Film ist präzise geschrieben, reflektiert die verschiedenen Perspektiven, Haltungen, Dispositionen, er ist klar inszeniert und fotografiert (von Dresen-Kameramann Andreas Höfer), vorzüglich bis in die kleinsten Rollen besetzt und überzeugend gespielt, getragen von Florian Stetter & zwei wunderbaren Jungdarstellern.“
Das Lexikon des internationalen Films schrieb:

„In teilweise dokumentarisch anmutenden Bildern erzählt das stille (Fernseh-)Drama von den alltäglichen Schwierigkeiten, Ressentiments und Konflikten, die den Erfolg des Projekts in Frage stellen. Ein engagierter, wenn auch dramaturgisch mitunter etwas thesenhafter Beitrag zum Zusammenleben Behinderter und Nichtbehinderter.“

Die Kritiker der Fernsehzeitschrift TV Spielfilm meinten mit dem „Daumen nach oben“: „Das geht uns alle an!“